# مروانه
مروانه ((به انگلیسی: Merouana)، آمازیغی: ؛ تمروانت) شهری در استان باتنه از الجزایر است. این شهر در فاصلهٔ ۴۰ کیلومتری از شهر باتنه قرار دارد.